# Kazantaş, Sarıkamış
Kazantaş là một xã thuộc huyện Sarıkamış, tỉnh Kars, Thổ Nhĩ Kỳ. Dân số thời điểm năm 2010 là 199 người.